# Antoine César Becquerel
Antoine César Becquerel (Châtillon-Coligny, 7 marzo 1788 – Parigi, 18 gennaio 1878) è stato un fisico francese.

## Biografia
Si laureò presso l'École polytechnique nel 1808. Combatt̟é in Spagna, nella guerra d'indipendenza spagnola, dal 1810 al 1812, sotto il comando del maresciallo dell'Impero Louis Gabriel Suchet. Diede le dimissioni dall'esercito francese nel 1815. Come fisico, lavorò sull'elettricità, soprattutto sulle pile elettriche, piezoelettricità ed elettrolisi. Scoprì l'effetto termoelettrico nel 1823 e l'effetto fotoelettrico nel 1839. Fu un esperto del diamagnetismo. 
Fu eletto all'Académie des Sciences nel 1829 e ricevette la medaglia Copley della Royal Society nel 1837.
Era il padre di Alexandre Edmond Becquerel e il nonno di Antoine Henri Becquerel, scopritore della radioattività.

## Opere

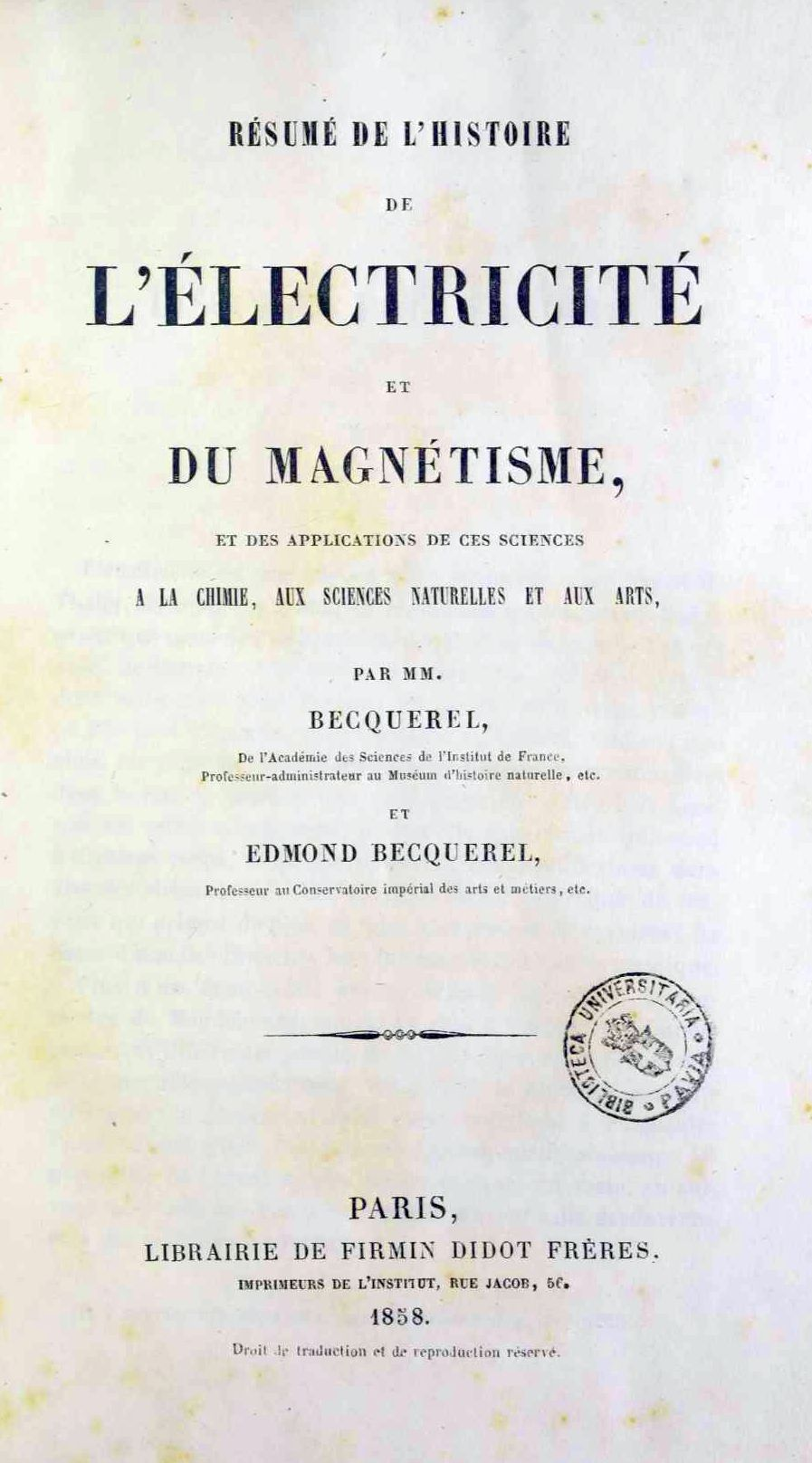
Résumé de l'historie de l'électricité et du magnétisme, et des applications de ces sciences a la chimie, aux sciences naturelles et aux arts, 1858

- Traité de l'électricité et du magnétisme, 7 volumi, 1834-1840. Vol. 2, vol. 5.
- Éléments de physique terrestre et de météorologie, 1841.
- Traité de physique considérée dans ses rapports avec la chimie et les sciences naturelles, 2 volumi, 1842.
- Éléments d'électro-chimie appliquée aux sciences naturelles et aux arts, 1843.
  -  Éléments d'électro-chimie appliquée aux sciences naturelles et aux arts, Paris, Firmin-Didot, 1864.
- Traité complet du magnétisme, 1846.
- Traité de physique appliquée à la chimie et aux sciences naturelles, 2 volumi, 1847.
- Des climats et de l'influence qu'exercent les sols boisés et non boisés, Paris, Firmin-Didot, 1853.
- Traité d'électricité et de magnétisme, leurs applications aux sciences physiques, aux arts et à l'industrie, 3 volumi, 1855-1856.
  -  Électricité, vol. 1, Paris, Firmin-Didot, 1855.
  -  Électro-chimie, vol. 2, Paris, Firmin-Didot, 1855.
  -  Magnétisme et électro-magnétisme, vol. 3, Paris, Firmin-Didot, 1856.
- Résumé de l'historie de l'électricité et du magnétisme, et des applications de ces sciences a la chimie, aux sciences naturelles et aux arts, Paris, Firmin-Didot, 1858.
- Traité d'électrochimie, 1865.
- Des forces physico-chimiques et de leur intervention dans la production des phénomènes naturels, Paris, Firmin-Didot, 1875.

### Articoli
- Recherches sur le dégagement de chaleur dans le frottement (1838)
- Mémoire sur les caractères optiques des minéraux (1839)
- Des propriétés électro - chimiques des corps simples et de leur application aux arts (1841)
- Mémoire sur la reproduction artificielle des composés minéraux, à l'aide de courants électriques très faibles (1852)
- Recherches sur la chaleur animale (1835-1836- 1848)
- Expériences sur la torpille (1836)
- Expériences sur la température propre des animaux à sang froid (1841)
- De l'action du sel dans la végétation et de son emploi en agriculture (1849).